# 索斯尼納 (若夫克瓦區)
50°11′37″N 23°58′20″E / 50.19361°N 23.97222°E
索斯尼納（烏克蘭語：Соснина），是烏克蘭西部的村莊，隸屬利維夫州的利維夫區。該村面積3.78平方公里，海拔高度214米，2001年人口185，人口密度每平方公里49.01人。